# Bousse (Sarthe)
Bousse é uma comuna francesa na região administrativa do País do Loire, no departamento de Sarthe. Estende-se por uma área de 12.02 km². Em 2010 a comuna tinha 444 habitantes (densidade: 36,9 hab./km²).